# Hans Bornemann

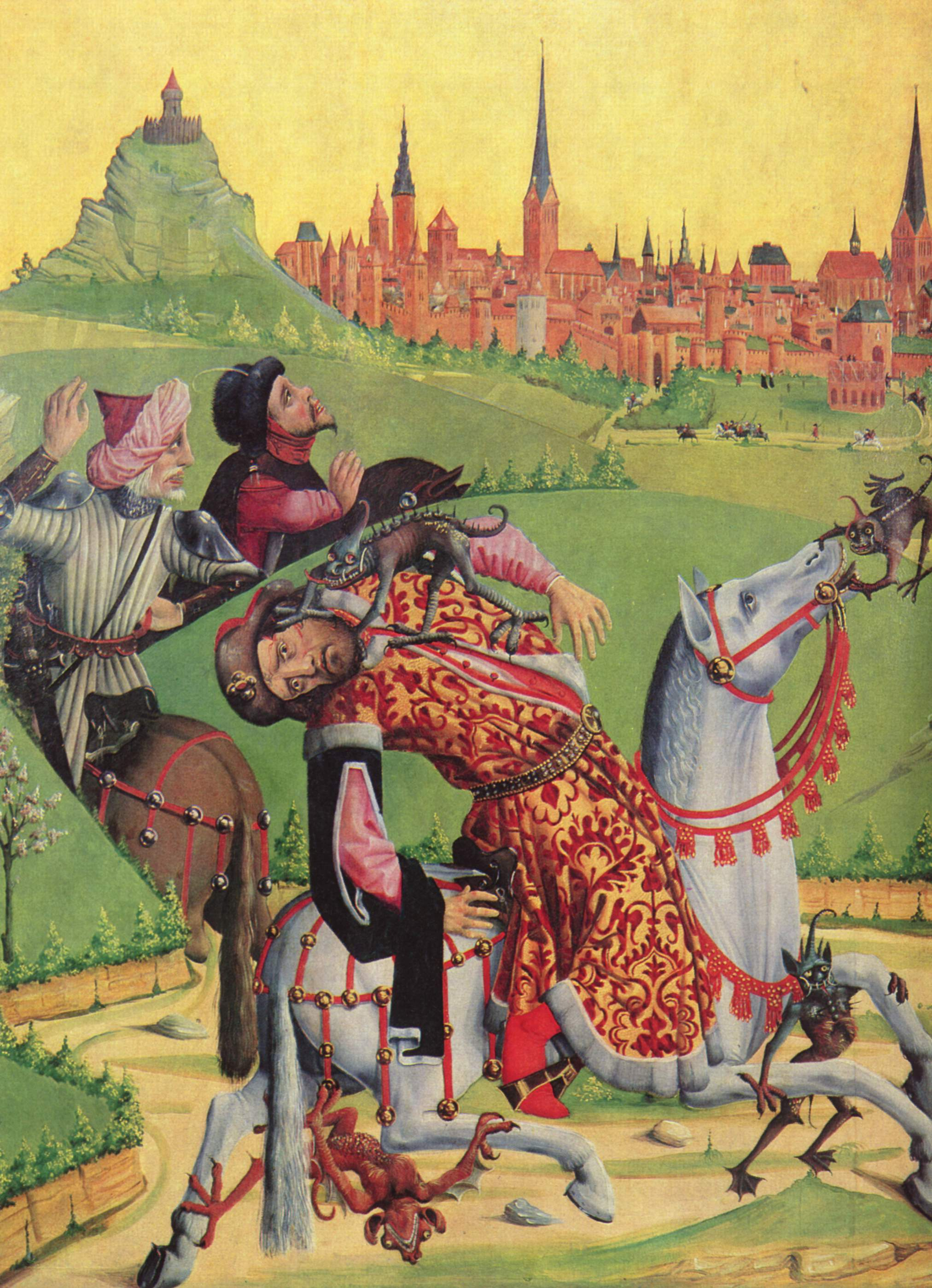
Parte do altar de São Nicolau em Luneburgo

Hans Bornemann (1448 - 1474) foi um pintor do gótico tardio que trabalhou em Hamburgo. Foi um dos fundadores da Guilda de São Lucas em Hamburgo. Após sua morte, seu estúdio foi administrado por Hinrik Funhof, que em 1475 casou com a viúva de Bornemann. Foi o pai do pintor Hinrik Bornemann.